# 長江存儲
長江存儲科技有限責任公司（英語：Yangtze Memory Technology Corp，简称YMTC、长存），是一家总部位于中华人民共和国武汉市的半導體製造公司，主要業務為動態隨機存取記憶體（DRAM）與闪存（NAND Flash）製造。長江儲存以自己的品牌生產企業級固態硬碟。 其消費性產品以致态品牌銷售。
長江存儲由紫光集團與中國政府合資，於2016年12月21日成立，註冊資本达人民幣386億元。長江存儲公司是中國高端晶片聯盟發起單位之一，该产业联盟受工业和信息化部指導，属于中國官方建立本土半導體產業努力的一部分。

## 歷史
2016年，紫光国芯與武漢新芯公司合併，在武漢成立了長江存儲。原始投資分兩期，第一期由中國國家積體電路產業投資基金股份有限公司、湖北國芯產業投資基金合夥企業和湖北省科技投資集團有限公司共同出資，二期將由紫光集團（佔50%股權）和國家積體電路產業投資基金股份有限公司共同出資。由紫光集團董事長趙偉國出任首任董事長，中國國家集成電路產業投資基金總經理丁文武與湖北省長江經濟帶產業基金公司副總經理楊道虹任副董事長，前中芯国际首席运营官杨士宁出任总裁，前華亞科董事長高啟全任營運長。
2018年8月7日，长江储存宣布其3D NAND架构Xtacking研发成功，该技术将负责数据读写操作的外围电路和储存单元分开独立加工，以此降低成本并提高储存密度。2018年4月26日，中共中央总书记习近平至長江存儲察看集成电路生产线，并發表談話表示「要实现两个一百年奋斗目标，一些重大核心技术必须靠自己攻坚克难。」2019年9月2日，基于Xtacking架构的64层TLC 3D NAND闪存开始量产。2021年9月，长存已生产3亿片64层芯片。
2020年4月13日，長江存儲宣布跳过96层，成功試產128层QLC 3D NAND闪存，單顆容量達1.33 Tb (166 GB) 。从2020年到2021年，128层内存芯试产良品率平均仅为30%至40%。2021年9月，长存COO宣布128层QLC已可量产。
2020年9月，长存发布第一组面向消费者的“致态”产品，为采用64层芯片的SATA和M.2固态硬盘。
2017年，长江存储宣布筹建二号工厂。2021年，长存认为新厂可导致产量翻倍至每月200,000片晶圆。2022年1月，新闻报道称由于母公司紫光集團的金融问题，筹建计划取消。
2022年3月，彭博新聞社报导称蘋果公司正考虑从长江存储购买一部分NAND闪存。2022年10月，蘋果公司宣布迫於政治壓力，將放棄在手機中使用長江記憶體晶片的計畫。
2022年5月，PCI-SIG认证了长江存储的两款企业级固态硬盘，表明长存使用了符合标准的主控。目前暂不知道PE310、PE320这两款硬盘的主控是否长存自己设计，还是和往常一样使用了群聯電子、慧榮科技的方案。
2022年7月，首席执行官杨士宁升任为常务副董。
2022年8月，长存宣布成功试产232层存储芯片X3-9070。2022年12月，量产开始。2022年11月，TechInsights称芯片已上市。
2022年底，长江存储被加入美国實體清單。2023年2月，由于美国制裁和市场需求偏低，长存裁去10%员工、取消设备订单，并推迟了扩展计划。2023年3月，国家大基金宣布将对长江存储增加19亿美元的注资。 

## 国际评价

### 美国制裁
2021年7月，美國眾議院議員麥克·麥克考、威廉·哈格蒂致信美国商务部要求將長江存儲列入制裁清單，称其在中国对美国存储企业采用不正当竞争手段，且和中国共产党关系密切，还从制裁清单上的中芯国际雇用员工。
2022年4月，参议院议员馬可·魯比歐对苹果手机拟采用长存NAND芯片一事表示不满，称长存和中国共产党、中国人民解放军有联系。2022年9月，有报告指出长存向华为提供存储芯片，引发更多议员要求将长存放入实体清单。 2022年10月上旬，美国政府宣布将包括长存在内的31个中国企业加入未经核实清单。12月15日，美国政府将长存加入實體清單。2023年度美國國防授權法案禁止美国政府从长存购买芯片。

## 生產歷史
- 32层NAND晶片 - 2017年11月試產成功，2018年第三季量產[38]
- 64层NAND晶片 - 2018年8月試產成功，2019年第三季量產[7]
- 128层NAND晶片 - 2020年4月試產成功[39]，2021年9月量产
- 232层NAND晶片 - 2022年8月試產成功，12月量产